# Мештица
Мештица (болг. Мещица) — село в Болгарии. Находится в Перникской области, входит в общину Перник. Население составляет 958 человек.

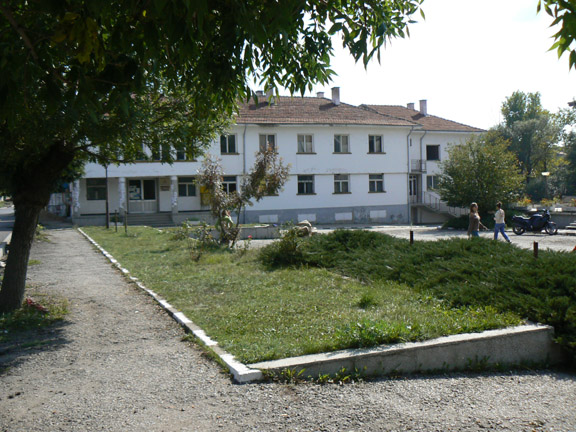

## Политическая ситуация
В местном кметстве Мештица, в состав которого входит Мештица, должность кмета (старосты) исполняет Борис Иванов Станимиров (коалиция в составе 2 партий: Болгарская социалистическая партия (БСП), ПБС-НОВА ЛЕВИЦА - БСП ПБС,БЪЛГАРСКА СОЦИАЛИСТИЧЕСКА ПАРТИЯ) по результатам выборов правления кметства.
Кмет (мэр) общины Перник — Росица  Йорданова Янакиева (коалиция в составе 2 партий: Болгарская социал-демократия (БСД), Болгарская социалистическая партия (БСП)) по результатам выборов в правление общины.